# 3946 Shor
3946 Shor este un asteroid din centura principală, descoperit pe 5 martie 1983 de Liudmila Karacikina.